# Bānglādēśh Sēnābāhinī
L'Esercito del Bangladesh (BA, in bengali বাংলাদেশ সেনাবাহিনী, Bānglādēśh Sēnābāhinī) è la branca delle forze terrestri e il più grande dei tre servizi armati delle forze armate bengalesi. La missione principale dell'esercito è quella di fornire le capacità necessarie a sostegno della sicurezza e della difesa delle strategie del Bangladesh, tra cui la difesa dell'integrità territoriale della nazione contro gli attacchi esterni. Il comando e le operazioni sono gestite dal Dipartimento dell'Esercito della Divisione delle Forze Armate. Oltre alla sua missione primaria, l'esercito del Bangladesh è anche costituzionalmente obbligato ad assistere il governo civile in tempi di emergenza nazionale. Questo ruolo è comunemente indicato come "aiuto all'amministrazione civile".

## Storia

### Storia antica
La tradizione marziale del Bengala ha le sue radici negli eserciti dei re e dei loro comandanti che erano chiamati Senapati o Mahasenapati. Gli eserciti erano composti da fanteria, cavalleria, elefanti da guerra e navi da guerra. L'arrivo dei musulmani e l'istituzione del Sultanato di Bengala rafforzarono ulteriormente i militari. Il sultanato aveva eserciti disciplinati ben organizzati. Durante il dominio Mughal nel Bengala vennero introdotti i cannoni e l'artiglieria. Durante il dominio coloniale degli inglesi, il Bengala era principalmente un baluardo della potenza e e del commercio britannici nella regione dell'Asia meridionale. Gli inglesi sotto Robert Clive sconfissero un esercito del Bengala forte di 50.000 uomini di Nawab Siraj-ud-daullah a Polashey (Plassey) nel 1757 e successivamente le forze di Nawab Mir Qasim nella Battaglia di Buxar nel 1764. Si formò il Bengal Army, che in seguito divenne parte di un Indian Army unito dal 1895 al 1947. La parte orientale dell'India britannica era un luogo di spicco per il reclutamento di militari e poliziotti, dove intere unità di cavalleria e unità lancieri venivano reclutate lì prima dell'ammutinamento dei Sepoy bengalesi del 1857. Dopo l'ammutinamento, le unità con l'epiteto "Bengal" nel loro nome, come i Bengal Sappers e la Bengal Cavalry, vennero in gran parte reclutate dalle popolazioni non bengalesi di Bihar, Varanasi e Uttar Pradesh che tecnicamente facevano ancora parte della Presidenza del Bengala in quel periodo. Durante la prima guerra mondiale, venne formato il Paltan bengalese per reclutare soldati dal Bengala. Nel 1916, il governo britannico creò la Bengal Double Company. I soldati vennero addestrati a Karachi e spediti a Baghdad. Combatterono nella guerra e più tardi contribuirono nel reprimere una ribellione dei curdi nel 1919.
Durante la seconda guerra mondiale, l'Eastern Command delle British Armed Forces creò una forza ausiliaria che era in parte Genio e in parte fanteria denominata come Indian Pioneer Corps. La maggior parte dei soldati vennero reclutati sia nel Bengala orientale che in quello occidentale. Questa forza aiutò il principale sforzo bellico costruendo strade, campi di aviazione, fortificazioni e, se necessario, combatté i giapponesi in un ruolo di fanteria. Questa forza venne organizzata in gruppi di compagnia distaccati a vari reggimenti dell'esercito indiano in ruolo di supporto diretto. Il capitano Abdul Ghani fu un comandante di compagnia sul fronte birmano e guidò le sue truppe in battaglia. Dopo la guerra queste Pioneer Troops si concentrarono a Jalna, in India, in attesa di essere smobilitate e tornare a casa. Nel 1946 il capitano Ghani, allora Aiutante e Quartiermastro del Pioneer Corps Center indiano a Jalna, immaginò e generò l'idea di formare un reggimento di fanteria dai soldati Pioneer del Bengala orientale che sarebbero tornati a casa smobilitati, al comandante del centro. Dopo aver ricevuto l'autorizzazione dal capo di stato maggiore del generale dell'esercito pakistano, Sir Frank Messervy, organizzò i suoi uomini per formare il nucleo di un reggimento di fanteria, il Bangali Paltan (Plotone).

### Il periodo pakistano
Al momento della creazione del Pakistan, il capitano Ghani ottenne l'approvazione dell'allora nuovo comandante in capo dell'esercito pakistano, il generale Messervey, per formare l'East Bengal Regiment, composto esclusivamente da giovani del Bengala orientale, che sarebbe diventato il Pakistan orientale. Il 17 agosto 1947 il generale Messervey, mentre salutava i soldati del Pioneer Corps di Bombay, approvò le opinioni del capitano Ghani e disse "dimostrerai al mondo che i soldati bengalesi sono ugualmente competenti come le altre nazioni del mondo". Con queste parole ispiratrici il capitano Ghani si trasferì a Dhaka nel settembre del 1947 con due compagnie Pioneer e si trovò temporaneamente a Pilkhana, ora sede della guardia di frontiera del Bangladesh. Successivamente gli venne detto dall'amministrazione di trovare un posto adatto per ospitare i soldati. Si trasferì a nord della Capitale e trovò Kurmitola come luogo perfetto per un accantonamento. Faticosamente, giorno dopo giorno venivano costruite caserme e sgomberate le giungle, preparando il terreno di parata.
Il 15 febbraio 1948 venne innalzata la bandiera del primo battaglione dell'East Bengal Regiment, pioniero dell'esercito del Bangladesh, con il capitano Ghani al comando di tutti gli affari, sebbene il primo ufficiale comandante fosse il tenente britannico col. V. J. E. Patterson. Il maggiore Abdul Waheed Choudhury un ufficiale bengalese del quartier generale dell'esercito pakistano a Rawalpindi, venne designato come l'ufficiale comandante dell'East Bengal Regiment, reggimento del Bengala orientale. Dopo l'arruolamento del primo battaglione venne approvato il secondo battaglione ed il capitano Gani iniziò a reclutare il personale per il reggimento. Il 7 febbraio 1949 venne innalzata la bandiera del secondo battaglione dell'East Bengal, con i soldati appena reclutati ed il personale del primo battaglione dell'East Bengal. Prima della guerra di liberazione del Bangladesh nel 1971, vennero formati in totale 8 battaglioni dell'East Bengal Regiment.

### La guerra di liberazione
Nel 1970 Sheikh Mujibur Rahman guidò la Lega Popolare Bengalese a vincere le elezioni generali del Pakistan. L'esercito pakistano che era allora al potere si rifiutò di consegnare il potere e scoppiarono disordini. Il 25 marzo 1971 le forze armate pakistane repressero la popolazione civile del Pakistan orientale con l'inizio dell'operazione Searchlight e Sheikh Mujibur Rahman dichiarò l'indipendenza del Bangladesh. L'esercito pakistano e i paramilitari alleati uccisero centinaia di migliaia di civili e dipendenti in uniforme. Di conseguenza, nel marzo 1971, i soldati bengalesi nel Pakistan orientale si ribellarono e iniziò la guerra di liberazione del Bangladesh. Ci fu una conferenza dei comandanti del settore dell'esercito del Bangladesh dall'11 al 17 luglio 1971. La conferenza si tenne tre mesi dopo il giuramento del governo del Bangladesh appena formato a Meherpur, Kushtia. Durante questa conferenza vennero determinate la struttura e la formazione, nonché la risoluzione delle questioni relative all'organizzazione dei vari settori, alla strategia e ai rinforzi delle forze bengalesi. Fu di notevole importanza storica da un punto di vista tattico, in quanto determinò la struttura di comando delle forze bengalesi durante la guerra di liberazione bengalese.
Questa conferenza venne presieduta dal governo provvisorio del Bangladesh in esilio, guidato dall'allora primo ministro Tajuddin Ahmad ed il colonnello (Retd.) M. A. G. Osmani venne nominato presidente dei "capi di stato maggiore congiunti" delle forze armate del Bangladesh. M. A. G. Osmani venne reintegrato in servizio attivo dal suo pensionamento. Tra i principali partecipanti a questa conferenza: il comandante di squadrone M. Hamidullah Khan, il maggiore Ziaur Rahman, il maggiore Abdul Jalil, il capitano A. T. M. Haider, il tenente col. M. A. Rab ed il maggiore Khaled Mosharraf.
Come risultato di questo incontro, il Bangladesh è stato diviso in undici settori. Questi settori vennero posti sotto il controllo dei comandanti di settore, che avrebbero diretto la guerriglia contro le forze di occupazione pakistane. Per una migliore efficienza nelle operazioni militari, ciascuno dei settori venne anche suddiviso in vari sottosettori. Come punto di nota, il decimo settore era sotto il comando diretto del comandante in capo e includeva l'unità commando di marina come forza speciale del C-in-C.
A seguito della conferenza, le forze del Bangladesh avviarono un periodo di guerriglia prolungata, che continuò per alcuni mesi. Venne intrapresa un'ulteriore ristrutturazione e le forze del Bangladesh vennero organizzate in tre gruppi di combattimento delle dimensioni di brigata:
- K Force, sotto il maggiore Khaled Mosharraf, venne creata con il 4º, il 9º ed il 10º battaglione dell'East Bengal Regiment.
- S Force, sotto il maggiore K. M. Shafiullah, venne creata con il 2º e l'11º battaglione dell'East Bengal Regiment.
- Z Force, sotto il maggiore Ziaur Rahman, venne creata con il 1º, il 3º e l'8º battaglione dell'East Bengal Regiment.

### Dopo il 1971: l'emergenza dell'esercito del Bangladesh
Durante gli anni sensibili e formativi dopo la fine della guerra, il personale del Mukti Bahini venne assorbito in diverse branche dell'esercito del Bangladesh. Nel 1974 i soldati e gli ufficiali del Bangladesh rimpatriati dal Pakistan dopo la guerra di liberazione bengalese vennero assorbiti dall'esercito del Bangladesh.
Durante il mandato del 1972-73, nell'Esercito del Bangladesh vennero fondati i corpi del Genio, delle comunicazioni, dei servizi militari, degli armamenti, della polizia militare, veterinario, agricolo e medico. L'accademia militare del Bangladesh venne istituita nell'accantonamento di Cumilla nel 1974. L'11 gennaio 1975 ebbe luogo la parata di apertura del primo corso breve dell'Esercito del Bangladesh. Nel 1975 venne istituito il President Guard Regiment (PGR).
C'era sospetto tra il personale dell'esercito per la formazione del Jatiya Rakhi Bahini paramilitare e l'aggiunta di membri civili del Mukti Bahini. Questi sospetti e idee sbagliate gettarono le basi e formarono il fondamento delle controversie tra ufficiali dell'esercito professionale e l'amministrazione al potere che portarono a un capitolo molto cruento nella storia del Bangladesh di recente indipendenza.

### Colpi di stato, rivolte ed assassinii
Il 15 agosto 1975 alcuni ufficiali dell'esercito in pensione, allievi ufficiali e sottufficiali scontenti pianificarono e assassinarono segretamente il presidente Sheikh Mujibur Rahman e tutta la sua famiglia nella sua residenza personale a Dhanmondi, a Dhaka, tranne per le sue due figlie (Sheikh Hasina e Sheikh Rehana) che erano all'estero. Cinque di questi ufficiali responsabili vennero giustiziati nel gennaio 2010, mentre altri sono ancora in fuga e si trovano fuori dal Bangladesh. Dopo l'assassinio di Sheikh Mujibur Rahman venne istituito un nuovo governo, guidato da Khondaker Mostaq Ahmad e sostenuto dai complottisti del colpo di Stato. Khandakar Mostaq approvò l'Indemnity Ordinance, che fornì l'immunità agli assassini di Sheikh Mujibur Rahman.
Tre mesi dopo, il 3 novembre 1975, diversi alti ufficiali e sottufficiali guidati dal magg. gen. Khaled Mosharraf e dal colonnello Shafaat Jamil guidarono le proprie forze per rimuovere il governo di Khandakar Mostaq dal potere che in primo luogo credevano fosse un governo illegale. Lo stesso giorno lo stesso gruppo di soldati dell'esercito scontenti che avevano assassinato Sheikh Mujib e avevano incarcerato i politici coinvolti nella guerra di liberazione bengalese, assassinarono Syed Nazrul Islam, Tajuddin Ahmad, Muhammad Mansur Ali e A. H. M. Qamaruzzaman nella prigione centrale di Dhaka. Il capo di stato maggiore dell'esercito, il maggiore generale Ziaur Rahman, venne posto agli arresti domiciliari.
Il 7 novembre 1975, una breve ma altamente organizzata rivolta si concentrò solo a Dhaka, formata da membri del Jatiyo Samajtantrik Dal (Partito Socialista Nazionale) e da membri del personale arruolato guidati dal tenente col. (Retd.) Abu Taher, che provocò anche l'uccisione di numerosi ufficiali e soldati dell'esercito e dell'aviazione, tra cui il maggiore generale Khaled Mosharraf, il maggiore A. T. M. Haider. Il colonnello Shafaat Jamil venne arrestato e costretto ad andare in pensione. Il colonnello Abu Taher rilasciò il maggiore generale Ziaur Rahman, che era stato imprigionato da Khaled Mosharraf. Ziaur Rahman prese la promozione di tenente generale e si nominò capo di stato maggiore dell'esercito e vicedirettore della legge marziale. Giustiziò quindi il tenente colonnello Taher per il suo ruolo nel colpo di Stato del 7 novembre. Più tardi, nel 1977, sotto un referendum pubblico, assunse la guida come presidente. Il 30 maggio 1981 il presidente Ziaur Rahman venne assassinato nella Circuit House di Chattogram in un colpo di Stato militare.
Meno di un anno dopo, l'allora capo di stato maggiore dell'esercito, il tenente generale Hussein Muhammad Ershad, il 24 marzo 1982, prese il potere in un silenzioso colpo di Stato all'alba, sospese la costituzione e impose la legge marziale e rimase al potere attraverso elezioni farsa e corruzione. Rimase al potere fino al 6 dicembre 1990.

### Il conflitto dei tratti di Chattogram Hill
Il conflitto dei tratti di Chattogram Hill fu il conflitto politico e militare tra il governo del Bangladesh e il Parbatya Chattagram Jana Sanghati Samiti (Partito popolare unito dei tratti di Chattogram Hill) e la sua ala armata, lo Shanti Bahini, sulla questione dell'autonomia e dei diritti delle tribù dei tratti di Chattogram Hill. Lo Shanti Bahini lanciò un'insurrezione contro le forze governative nel 1977 e il conflitto continuò per vent'anni fino a quando il governo del Bangladesh e il PCJSS firmarono l'Accordo di Pace dei tratti di Chattogram Hill nel 1997.
Allo scoppio dell'insurrezione, il governo del Bangladesh schierò l'esercito per iniziare le operazioni di controguerriglia. L'allora presidente del Bangladesh, il maggiore generale Ziaur Rahman, creò un Consiglio per lo sviluppo dei tratti di Chittagong Hill sotto un generale dell'esercito per rispondere ai bisogni socio-economici della regione, ma l'entità si dimostrò impopolare e divenne una fonte di antagonismo e diffidenza tra le tribù locali contro il governo. Il governo non riuscì a risolvere il problema di vecchia data dello sfollamento della popolazione tribale, che contava circa 100.000 persone, causata dalla costruzione della diga di Kaptai dall'allora governo pakistano nel 1962. I membri della tribù sfollati non ricevettero un risarcimento e più di 40.000 tribali Chakma erano fuggiti in India. Negli anni '80, il governo iniziò a insediare bengalesi nella regione, provocando lo sfratto di molti uomini della tribù e una significativa alterazione della demografia. Avendo costituito solo l'11,6% della popolazione regionale nel 1974, il numero di bengalesi crebbe nel 1991 fino a costituire il 48,5% della popolazione regionale.
I negoziati di pace vennero avviati dopo il ripristino della democrazia in Bangladesh nel 1991, ma vennero fatti pochi progressi con il governo del primo ministro Begum Khaleda Zia e il suo Partito Nazionalista del Bangladesh. Nuovi cicli di colloqui iniziarono nel 1996 con il neoeletto primo ministro Sheikh Hasina Wazed della Lega Popolare Bengalese. L'Accordo di Pace dei tratti di Chattogram Hill venne concluso e firmato ufficialmente il 2 dicembre 1997.

### La crescita successiva
In seguito al colpo di Stato del 1975, il personale aggiuntivo venne assorbito dall'esercito regolare quando il governo della legge marziale abolì il Jatiyo Rakkhi Bahini. Sotto il dominio di Zia, il Bangladesh era diviso in cinque regioni militari. Quando Ershad assunse il potere nel 1982, la forza dell'esercito si era stabilizzata a circa 70.000 soldati. A partire dal 1985, l'esercito aveva sperimentato un altro impulso nella crescita. A metà del 1988, aveva circa 90.000 soldati (anche se alcuni osservatori ritenevano che il numero fosse più vicino a 80.000), triplicando la cifra del 1975.
Le forze armate del Bangladesh parteciparono alla guerra del Golfo nell'operazione Desert Storm del 1991 insieme ad altre forze multinazionali sotto il comando Alleato. L'esercito del Bangladesh portò un contingente di genieri e assunse il compito di sgombrare mine e bombe in Kuwait. Questa assistenza ebbe luogo sotto il nome in codice operativo di "operazione Kuwait Punargathan (OKP)", in italiano "operazione Ricostruzione del Kuwait (ORK)".
La struttura dell'Esercito del Bangladesh è simile agli eserciti delle Nazioni del Commonwealth. Tuttavia, sono stati apportati importanti cambiamenti a seguito dell'adozione delle procedure di pianificazione tattica dell'esercito americano, delle tecniche di gestione dell'addestramento e dei sistemi educativi dei sottufficiali.

### Forces Goal 2030
Le forze armate del Bangladesh stanno attraversando un piano di modernizzazione a lungo termine chiamato Forces Goal 2030. L'esercito del Bangladesh è sotto una massiccia espansione e modernizzazione secondo il piano. La forza viene divisa in tre corpi d'armata: Centrale, Orientale ed Occidentale. Sono state sollevate tre nuove divisioni di fanteria, la 17ª Divisione fanteria a Sylhet, la 10ª Divisione fanteria a Ramu nel Cox's Bazar e la 7ª Divisione fanteria a Barisal - Patuakhali per portare il numero totale delle divisioni di fanteria a dieci. I soldati sono equipaggiati con equipaggiamento moderno come i Night Vision Goggles (NVG), gli elmetti balistici, l'equipaggiamento protettivo per gli occhi, il giubbotto antiproiettile, i comunicatori da persona a persona, il dispositivo GPS palmare e i fucili d'assalto BD-08 con collimatore di vista.
Per aumentare le capacità operative speciali, il 2nd Commando Battalion è stato ingrandito. I due battaglioni formarono la sola brigata para-commando del paese. L'esercito del Bangladesh acquistò 44 MBT-2000 dalla Cina nel 2011. I genieri dell'esercito del Bangladesh completarono l'upgrade del carro armato Type 69 secondo lo standard "Type 69IIG". Ora stanno aggiornando 174 Type 59 e Type 59G Durjoy standard. Per aumentare la mobilità delle forze di fanteria, sono stati acquistati 300 veicoli corazzati come l'APC BTR-80, il LAV Otokar Cobra e l'ARV BOV M11.
Per modernizzare le forze di artiglieria, venne acquistato dalla Serbia un sistema di artiglieria semovente Nora B-52 K2. La loro potenza di fuoco aumentò ulteriormente con l'aggiunta di due reggimenti di sistemi lanciarazzi guidati multpli WS-22. Per il ruolo anticarro vennero acquistati sistemi missilistici Metis-M e PF-98. Nel 2016 vennero aggiunti due reggimenti di missili terra-aria FM 90 per migliorare le capacità di difesa aerea. Anche l'ala dell'aviazione dell'esercito venne modernizzata. Due Eurocopter AS365 Dauphin vennero messi in servizio nel 2012. Sei Mil Mi-171Sh vennero acquistati nel 2016. Dalla Spagna venne ordinato un C-295W, che venne consegnato nel 2017. L'esercito del Bangladesh ottenne anche 36 UAV di ricognizione sul campo di battaglia "Bramor C4EYE" dalla Slovenia nel 2017.

### Il contributo alle operazioni di mantenimento della pace ONU

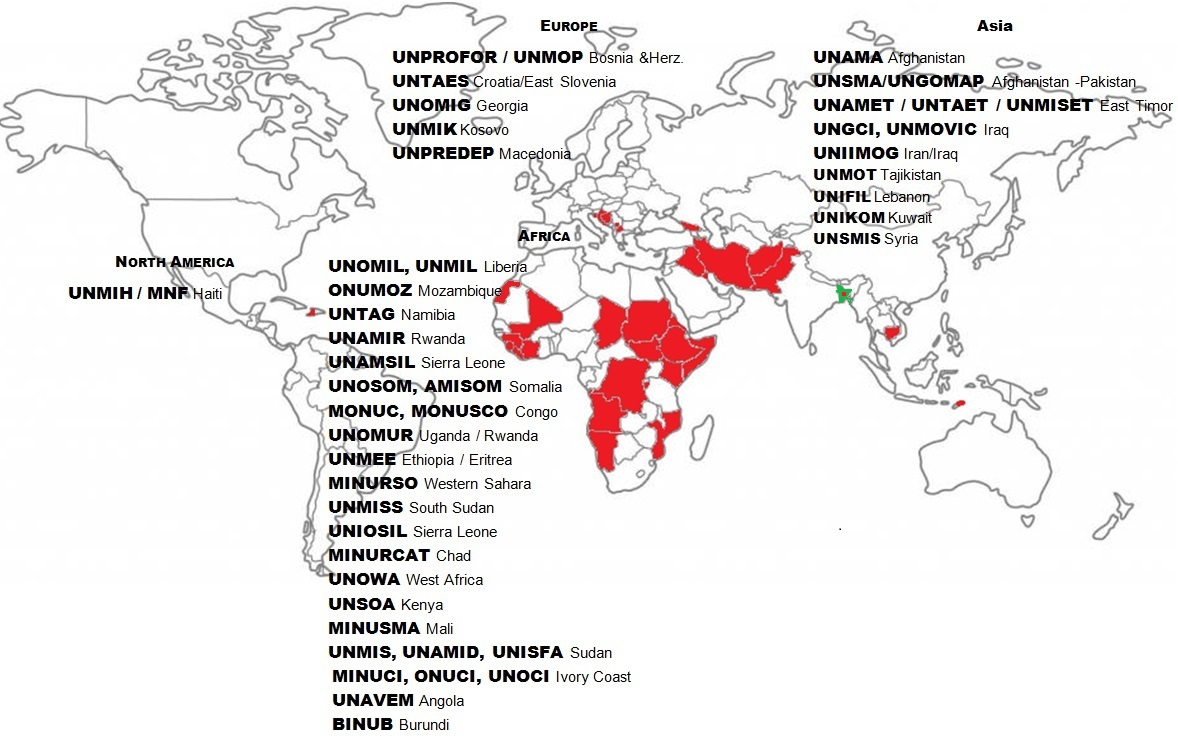
Mappa delle missioni ONU del Bangladesh

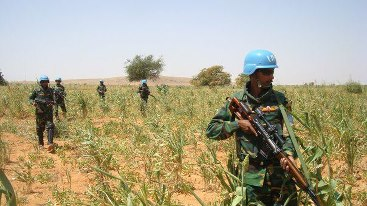
Truppe del BD Army durante una pattuglia in missione ONU

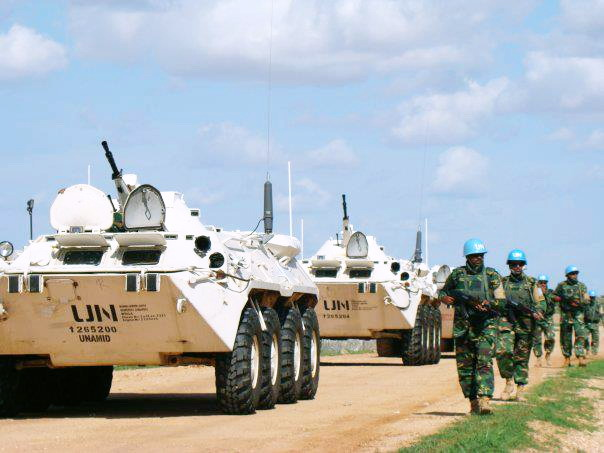
Pattuglia con veicoli trasporto truppe (APC)

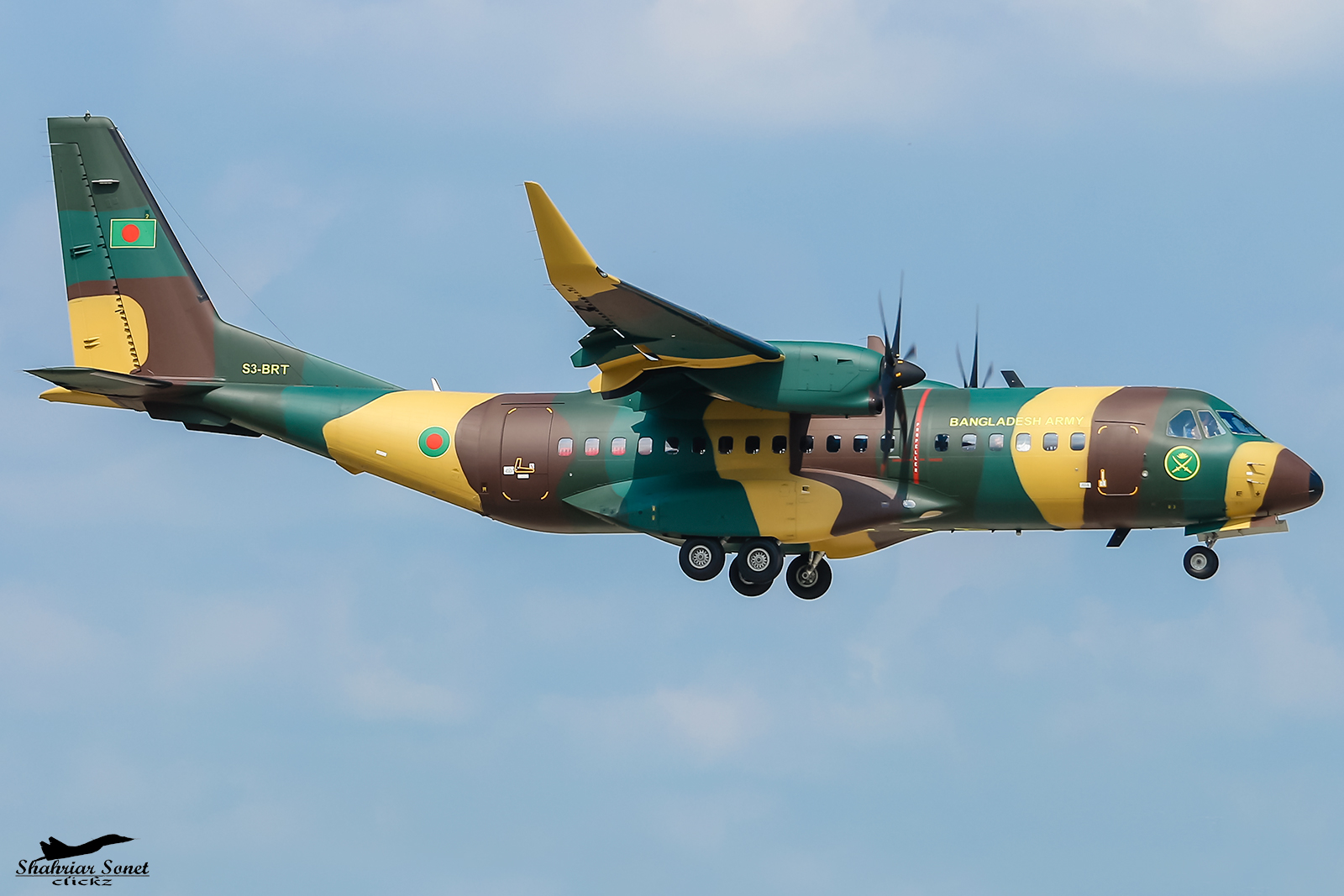
EADS CASA C-295 del Bangladesh Army Aviation Group

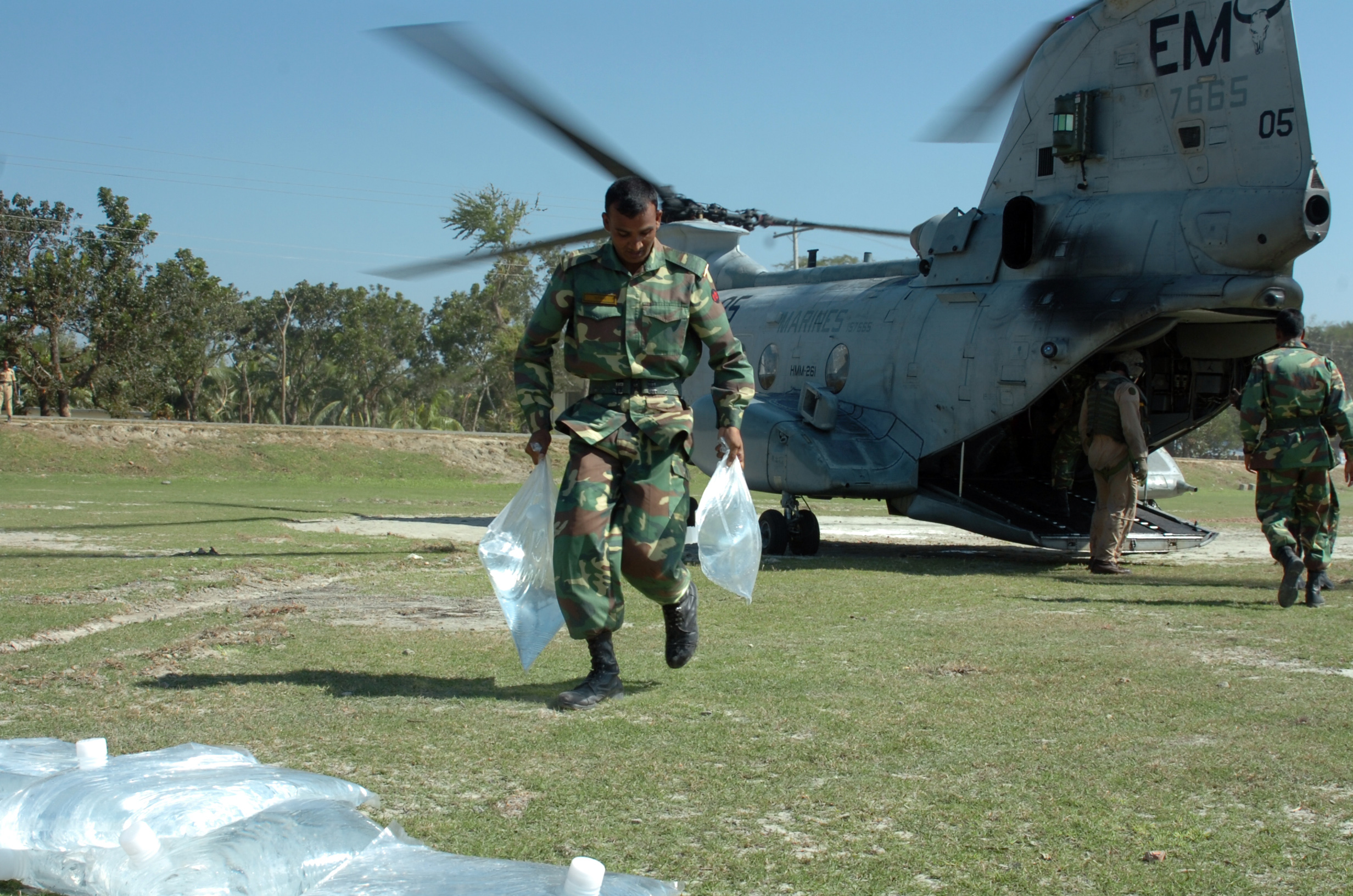
Operazione umanitaria dopo il ciclone Sidr.

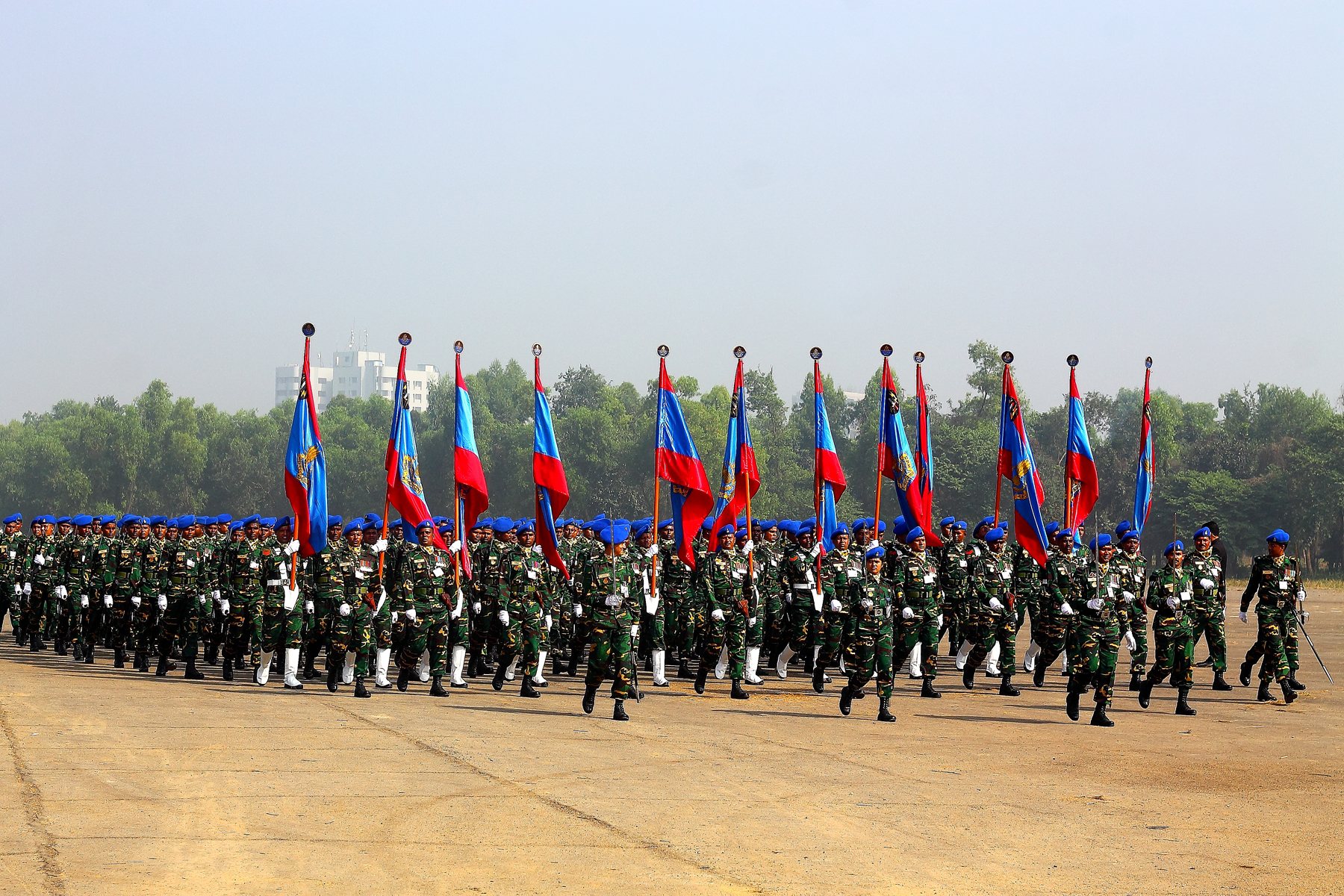
Parata del Giorno della Vittoria, 2012. Piazza della Parata Nazionale, Dhaka, Bangladesh

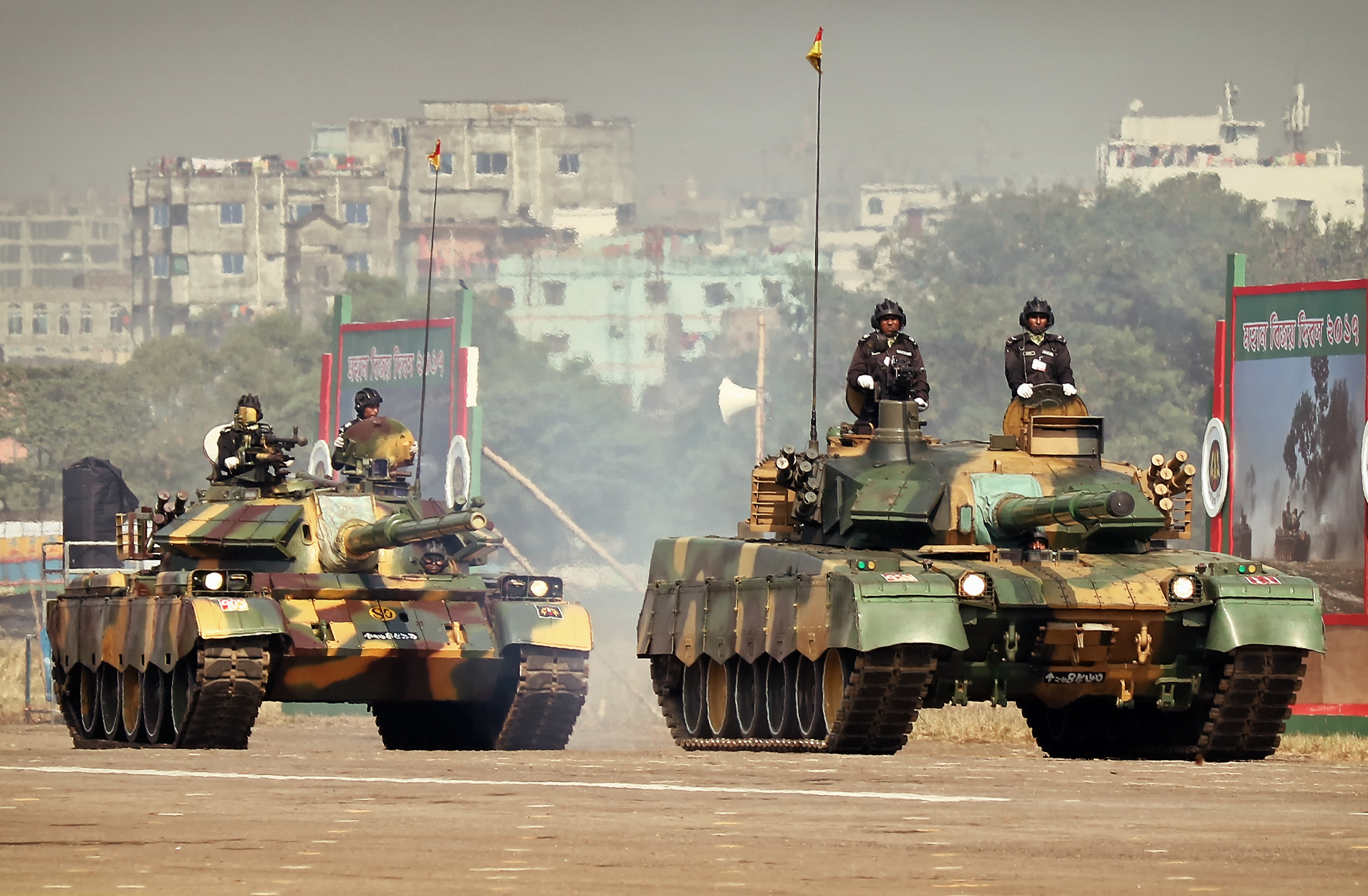
I carri armati da combattimento dell'esercito nella Parata del Giorno della Vittoria del 2017 in Piazza della Parata Nazionale

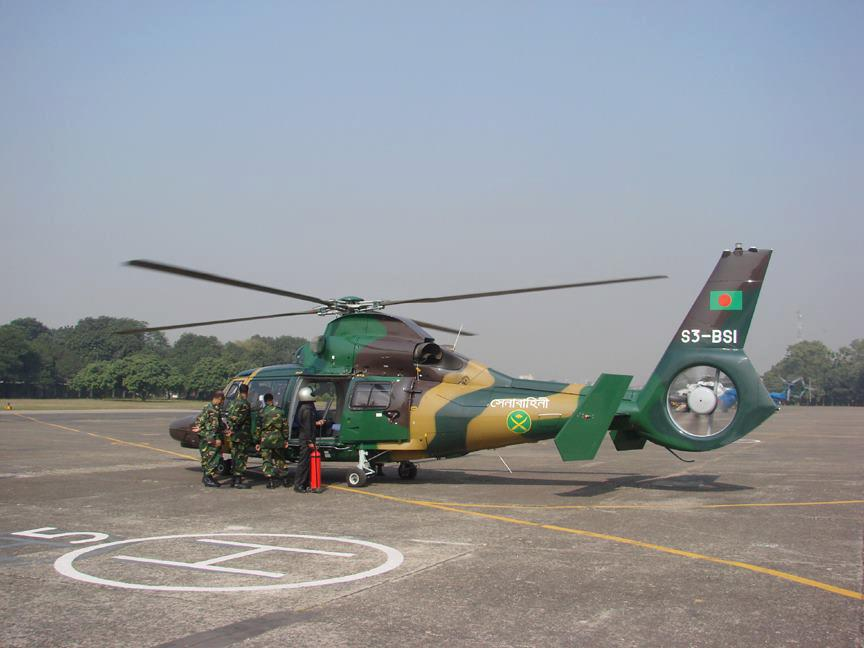
Elicottero Eurocopter AS365 Dauphin dell'esercito del Bangladesh

L'esercito del Bangladesh è stato attivamente coinvolto in numerose operazioni di sostegno alla pace delle Nazioni Unite (UNPSO) sin dalla sua formazione negli anni '70. I suoi primi schieramenti arrivarono nel 1988, quando partecipò a due operazioni: l'UNIIMOG in Iraq e l'UNTAG in Namibia. Il presidente H. M. Ershad avviò questi schieramenti per la prima volta, iniziando con il contributo nell'UNIIMOG in Iraq.
Successivamente, come parte della forza UNIKOM dispiegata in Kuwait e Arabia Saudita in seguito alla guerra del Golfo, l'esercito del Bangladesh inviò un battaglione di fanteria meccanizzato (circa 2.193 soldati). Da allora, l'esercito del Bangladesh è stato coinvolto in un massimo di trenta diverse UNPKO in ben venticinque paesi. Ciò incluse attività in Angola, Namibia, Cambogia, Somalia, Sudan, Eritrea, Uganda, Ruanda, Bosnia ed Erzegovina, Mozambico, ex Jugoslavia, Liberia, Haiti, Tagikistan, Sahara occidentale, Sierra Leone, Kosovo, Georgia, Timor Est, Congo, Costa d'Avorio ed Etiopia.
A seguito del suo contributo in varie operazioni di mantenimento della pace delle Nazioni Unite, fino a 88 soldati del Bangladesh hanno perso la vita (a febbraio 2009). Tuttavia, le prestazioni dei contingenti del Bangladesh sono state descritte come "di altissimo ordine" e la nomina di diversi alti ufficiali militari del Bangladesh come comandanti delle missioni di pace dell'ONU e come alti ufficiali di collegamento militare può essere vista come un ulteriore riconoscimento della stima crescente dell'esercito del Bangladesh nella comunità di mantenimento della pace. Nel gennaio 2004, la BBC descrisse la Forza ONU bengalese come "la crema dei corpi di pace delle Nazioni Unite".
L'esercito del Bangladesh ha specializzato le sue capacità operative di mantenimento della pace in tutto il mondo attraverso la partecipazione a numerose operazioni di mantenimento della pace e di costruzione della nazione. Ha creato il BIPSOT (Bangladesh Institute of Peace Support Operation Training) che è specializzato nella formazione dei corpi di pace per l'occupazione in tutti i tipi di UNPSO (UNS Peace Support Operations). Questo istituto soddisfa i requisiti dell'UNDPKO ai sensi della risoluzione dell'Assemblea generale delle Nazioni Unite che delinea "la necessità e la responsabilità di ogni nazione di addestrare le proprie forze armate prima di qualsiasi dispiegamento.

## Organizzazione

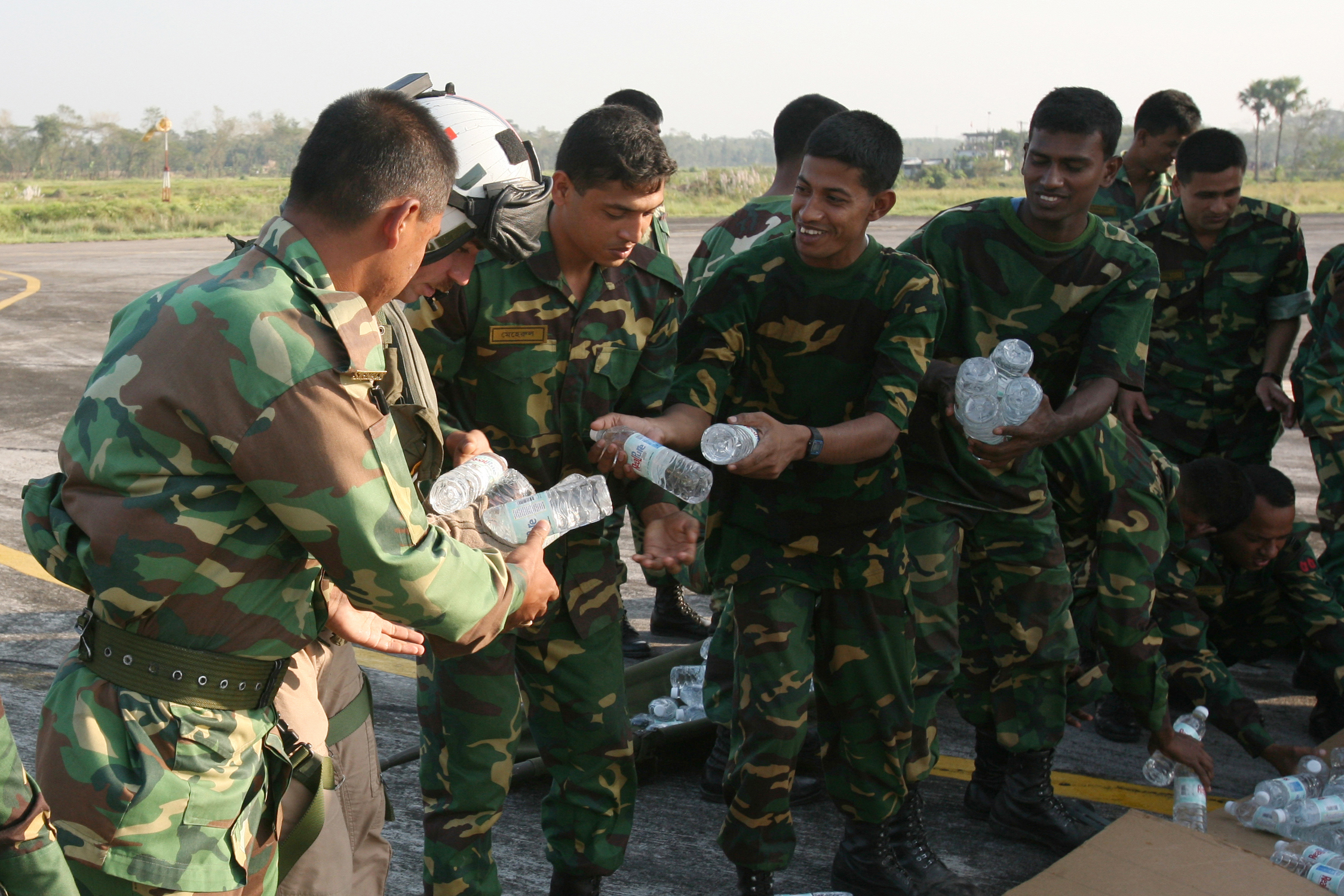
I soldati del Bangladesh scaricano una spedizione di acqua in bottiglia per le vittime del ciclone.

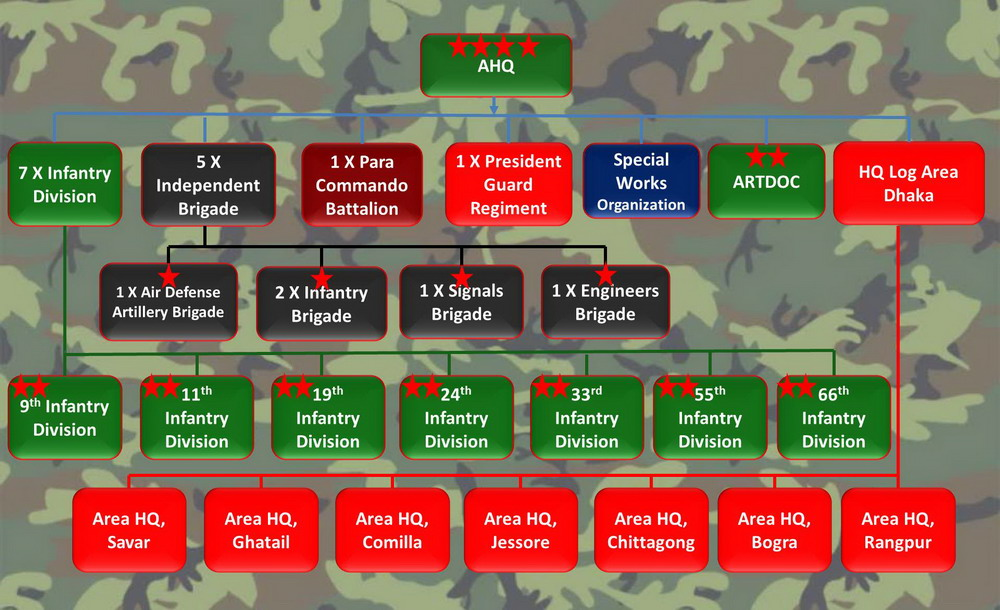
Organizzazione dell'esercito del Bangladesh

### Branche amministrative
L'esercito del Bangladesh è diviso nei seguenti corpi amministrativi:
| Armi da combattimento | Supporto al combattimento | Servizio di supporto al combattimento |
| --- | --- | --- |
| - Corpo corazzato - Reggimento d'artiglieria - Fanteria: - East Bengal Regiment (conosciuto come E. Bengal o East Bengal o Bengal Regiment) - Bangladesh Infantry Regiment (BIR) - Para-Commando Brigade | - Aviazione dell'esercito - Artiglieria di difesa aerea - Corpo del Genio militare - Intelligence militare - Corps of Signals (Sig) | - Corps of Military Police (CMP) - Army Services Corps (ASC) - Ordnance Corps - Corps of Electrical and Mechanical Engineers (EME) - Army Education Corps (AEC) - Army Medical Corps (AMC) - Army Dental Corps - Armed Forces Nursing Services (AFNS) - Army Corps of Clerks (abbreviato come ACC, formato solo da sottufficiali ed allievi ufficiali) - Judge Advocate General's Department (JAG Dept.) - Banda militare - Remounts, Veterinary and Farms Corps (RV & FC) - Ministry of Defence Constabulary (MODC) |

## Gradi militari

### Ufficiali a nomina diretta (ufficiale di governo di 1ª classe)
La nomina viene data nell'Accademia militare del Bangladesh e gli ufficiali incaricati vengono onorati come "ufficiali di prima classe" dal governo del Bangladesh.

### Sottufficiali e soldati ordinari
I gradi dei sottufficiali iniziano da lancia spezzata. I sergenti svolgono incarichi chiave nelle compagnie, nelle batterie (equivalente d'artiglieria della compagnia), nei battaglioni di fanteria e nei reggimenti d'artiglieria, ad es. sergente maggiore di compagnia (CQMS), sergente maggiore di reggimento (RSM), le persone che detengono questi incarichi hanno insegne distinte anche se in realtà non sono gradi militari.

## Accantonamenti
Gli accantonamenti sono i luoghi in cui il personale dell'esercito del Bangladesh lavora, si addestra e vive.
- Accantonamento di Alikadam, Bandarban
- Accantonamento di Bandarban
- Accademia militare del Bangladesh, Chattogram
- Accantonamento di Chittagong
- Accantonamento di Comilla, Comilla
- Accantonamento di Dhaka
- Accantonamento di Dighinala, Khagrachhari
- Accantonamento di Halishahar, Chattogram
- Accantonamento di Jahanabad, Khulna
- Accantonamento di Jahangirabad, Bogra
- Accantonamento di Jalalabad, Sylhet
- Accantonamento di Jamuna, Tangail
- Accantonamento di Jashore
- Accantonamento di Kaptai, Rangamati
- Accantonamento di Khagrachari
- Accantonamento di Kholahati, Dinajpur
- Accantonamento di Majhira, Bogra
- Accantonamento di Mirpur
- Accantonamento di Mymensingh
- Accantonamento di Padma, Madaripur
- Accantonamento di Postogola
- Accantonamento di Qadirabad, Natore
- Accantonamento di Rajendrapur, Gazipur
- Accantonamento di Rajshahi
- Accantonamento di Ramu, Cox's Bazar
- Accantonamento di Rangamati
- Accantonamento di Rangpur
- Accantonamento di Lalmonirhat
- Accantonamento di Saidpur, Nilphamari
- Accantonamento di Savar
- Accantonamento Shahid Salahuddin, Ghatail
- Accantonamento Sheikh Hasina, Lebukhali Patuakhali

## Istituti educativi e d'addestramento
Sotto l'Army Training and Doctrine Command (ARTDOC)
- Bangladesh Military Academy (BMA), Bhatiary, Chattogram
- Bangladesh Army University of Science And Technology (BAUST), Accantonamento di Saidpur, Nilphamari.
- Military Institute of Science and Technology (MIST), Accantonamento di Mirpur, Dhaka.
- Bangladesh University of Professionals (BUP), Accantonamento di Mirpur, Dhaka.
- Army Institute of Business Administration (Army IBA), Accantonamento di Savar, Dhaka.
- Bangladesh Army University of Engineering & Technology (BAUET) Accantonamento di Qadirabad, Natore.
- Armed Forces Institute of Pathology
- School of Infantry and Tactics (SI&T), Accantonamento di Jalalabad, Sylhet.
- Defence Services Command and Staff College (DSC&S),Accantonamento di Mirpur, Dhaka.
- National Defence College (NDC), Accantonamento di Mirpur, Dhaka.
- Bangladesh Army International University of Science & Technology (BAIUST), Accantonamento di Mainamati, Comilla.
- Armoured Corps Centre & School (ACC&S), Accantonamento di Majira, Bogra.[52]
- Engineer Centre and School of Military Engineering (ECSME), Accantonamento di Quadirabad, Quadirabad.
- Signal Training Centre and School (STC&S), Accantonamento di Jashore, Jashore.
- Army Service Corps Centre & School (ASCC&S), Accantonamento di Jahanabad, Khulna.
- Army Medical Corps Centre & School (AMCC&S), Accantonamento Shaheed Salahuddin, Ghatail, Tangail
- Ordnance Centre & School (OC&S), Accantonamento di Rajendrapurì, Gazipur
- Bangladesh Institute of Peace Support Operation Training (BIPSOT), Accantonamento di Rajendrapur, Gazipur.
- Electrical and Mechanical Engineering Centre and School (EMEC&S), Accantonamento di Saidpur, Nilphamari.
- Centre and School of Military Police, Education and Administration (CSMEA), Accantonamento Shahid Salahuddin, Ghatail, Tangail.
- Army School of Physical Training and Sports (ASPTS), Accantonamento di Dhaka, Dhaka.
- Army School of Music (ASM), Accantonamento di Chattogram, Chattogram.
- Armed Forces Medical College (AFMC), Accantonamento di Dhaka, Dhaka.
- Army Medical College, Comilla (AMCCu), Accantonamento di Comilla, Comilla.
- Army Medical College, Jessore (AMCJ), Accantonamento di Jassore, Jashore.
- Army Medical College, Chattogram (AMCC), Accantonamento di Chattogram, Chattogram.
- Army Medical College, Rangpur (RAMC), Accantonamento di Rangpur, Rangpur.
- Army Medical College, Bogra (AMCB), Accantonamento di Majhira, Bogra.
- Artillery Centre and School (AC&S), Accantonamento di Halishahar, Chattogram.
- School of Military Intelligence (SMI), Accantonamento di Comilla, Comilla.
- East Bengal Regimental Centre (EBRC), Accantonamento di Chattogram, Chattogram.
- Bangladesh Infantry Regimental Centre (BIRC), Accantonamento di Rajshahi, Rajshahi.
- Non-Commissioned Officers Academy (NCOA), Accantonamento di Majhira, Bogra.[53]
- Bangladesh National Cadet Corps (BNCC).
- Army Institute of Business Administration (AIBA), Accantonamento di Jalalabad, Sylhet.

## Equipaggiamento

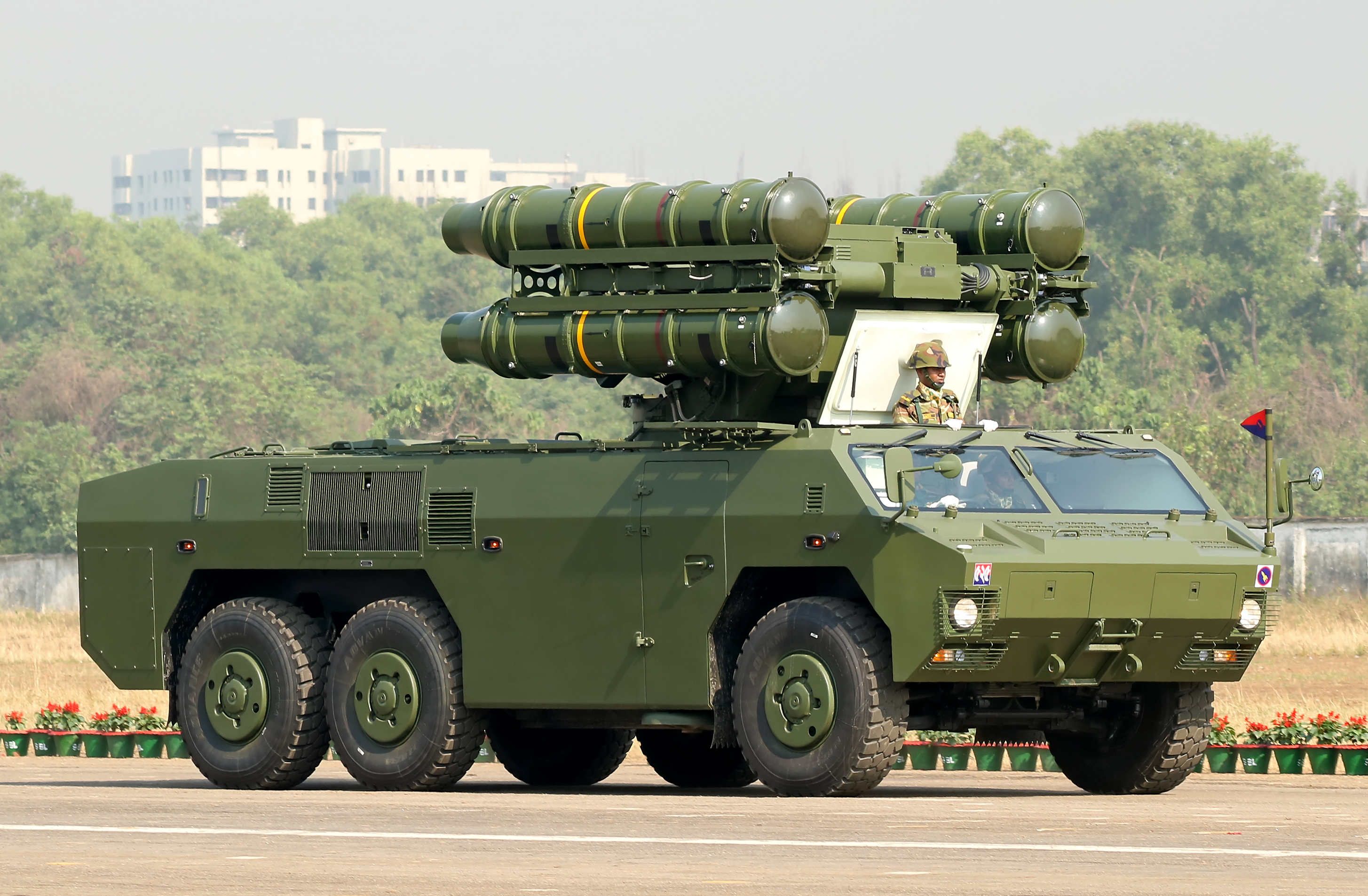
Missile terra-aria FM-90 dell'Esercito del Bangladesh
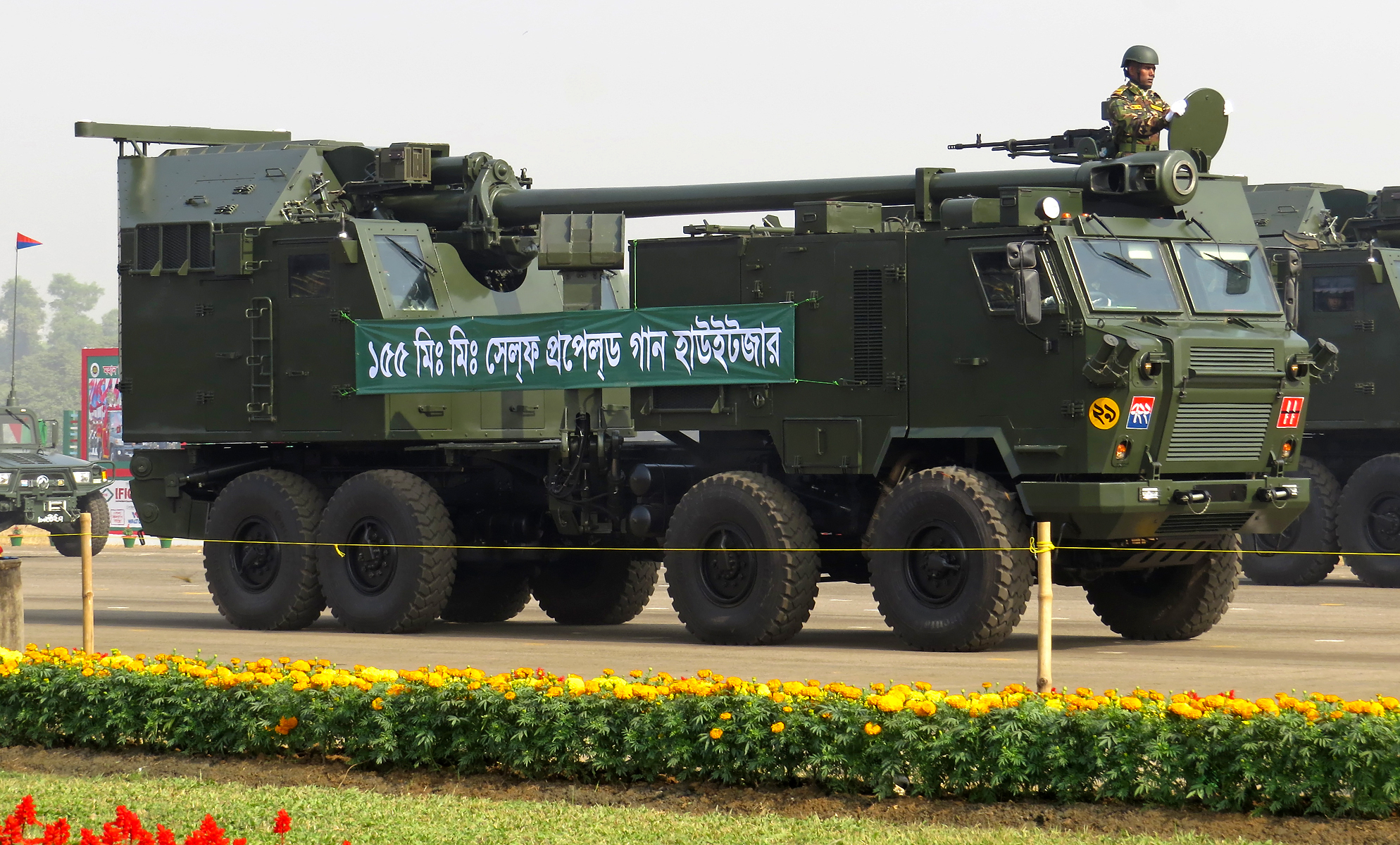
Semovente d'artiglieria Nora B-52 da 155mm dell'Esercito del Bangladesh
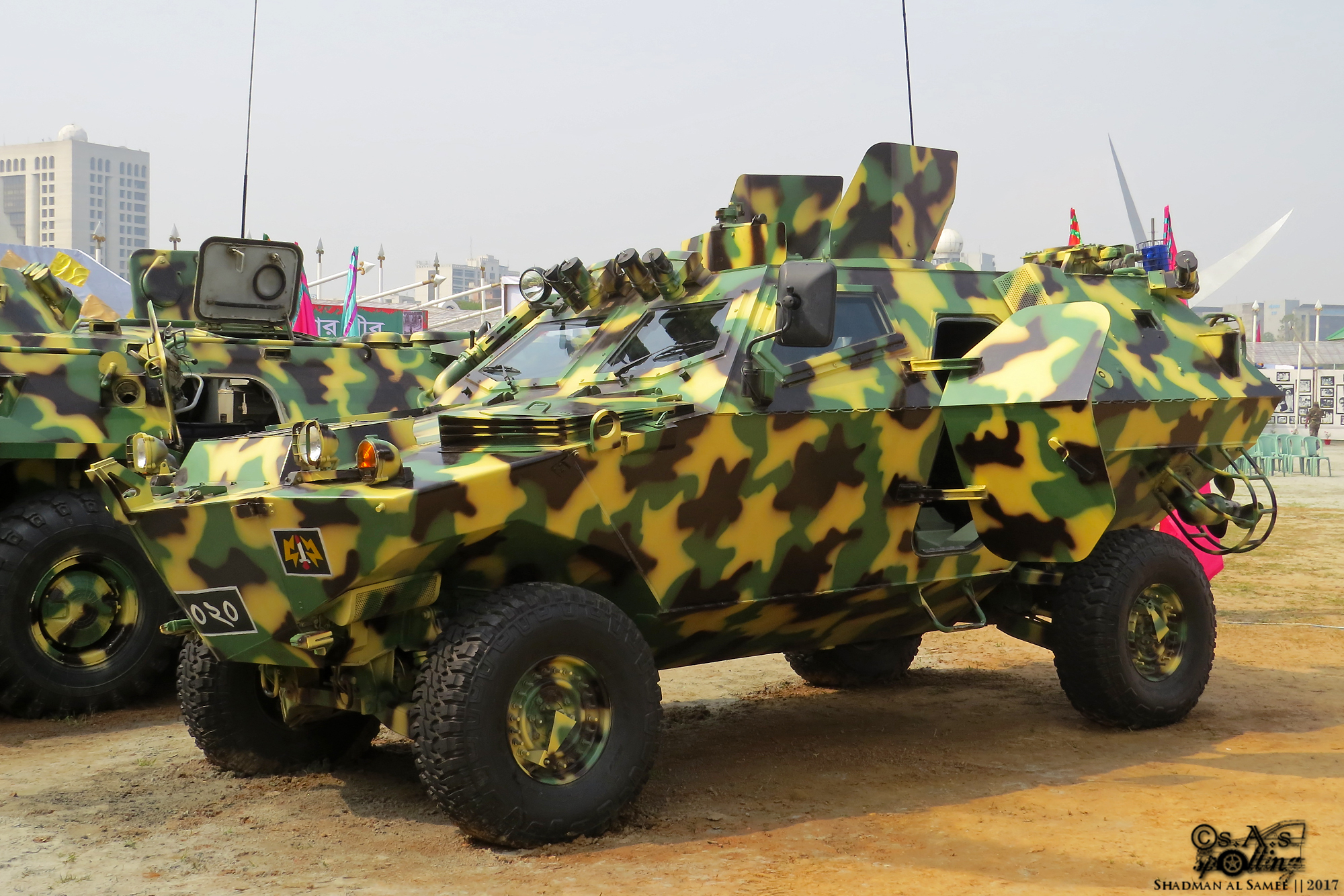
Veicolo di mobilità della fanteria Otokar Cobra dell'Esercito del Bangladesh
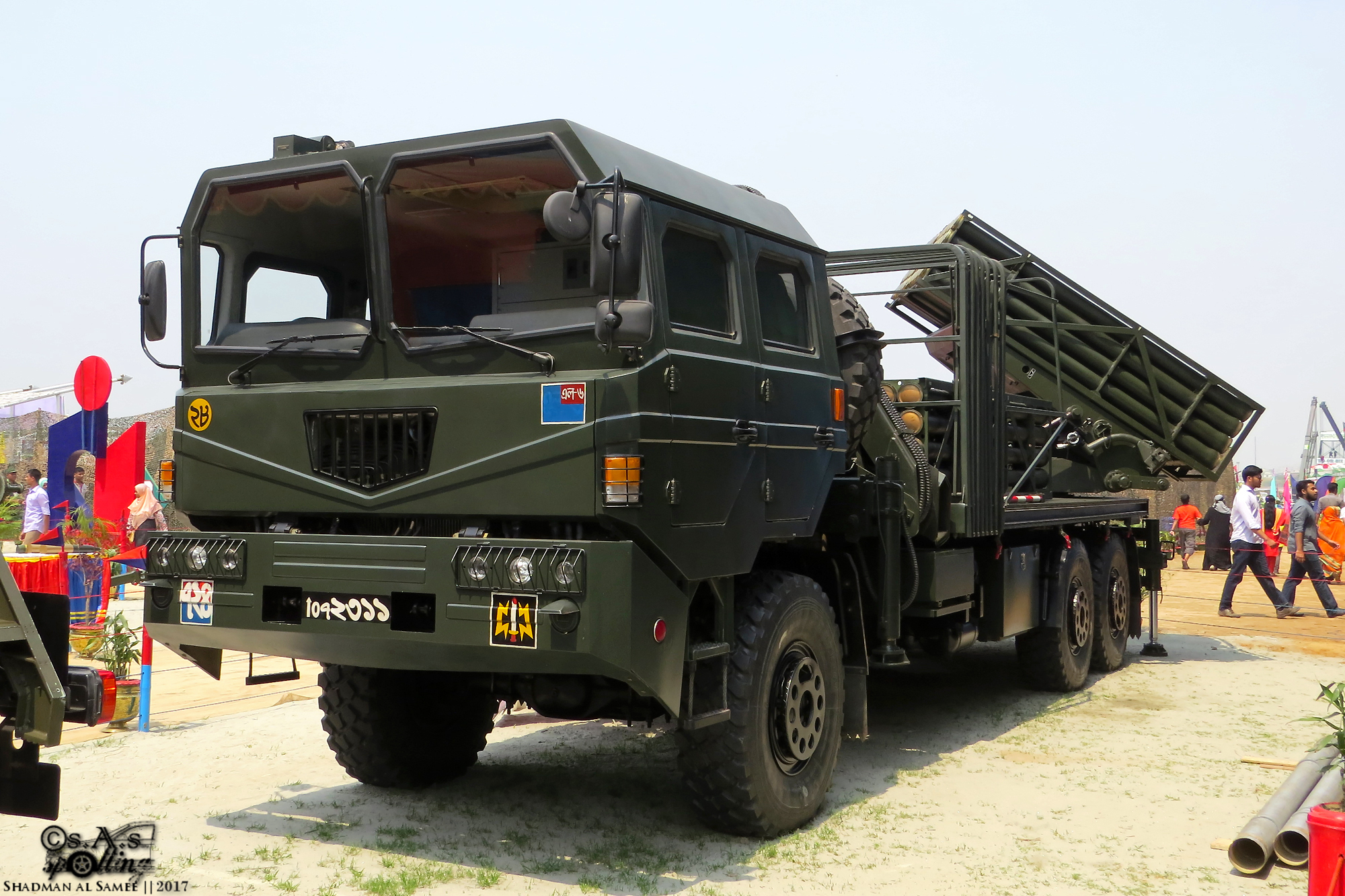
MLRS WS-22 dell'Esercito del Bangladesh
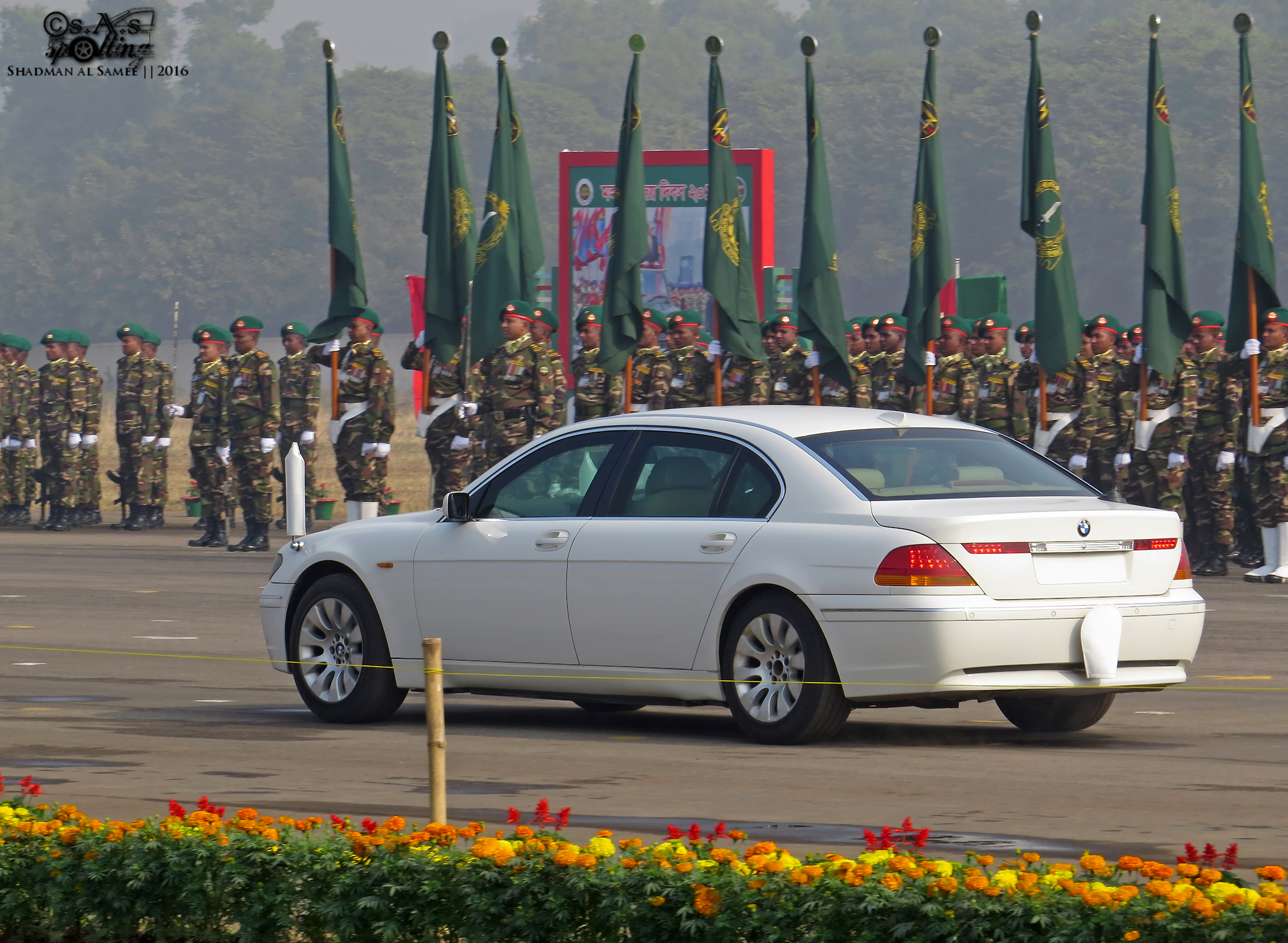
BMW 760Li per i generali dell'esercito (completamente corazzata)
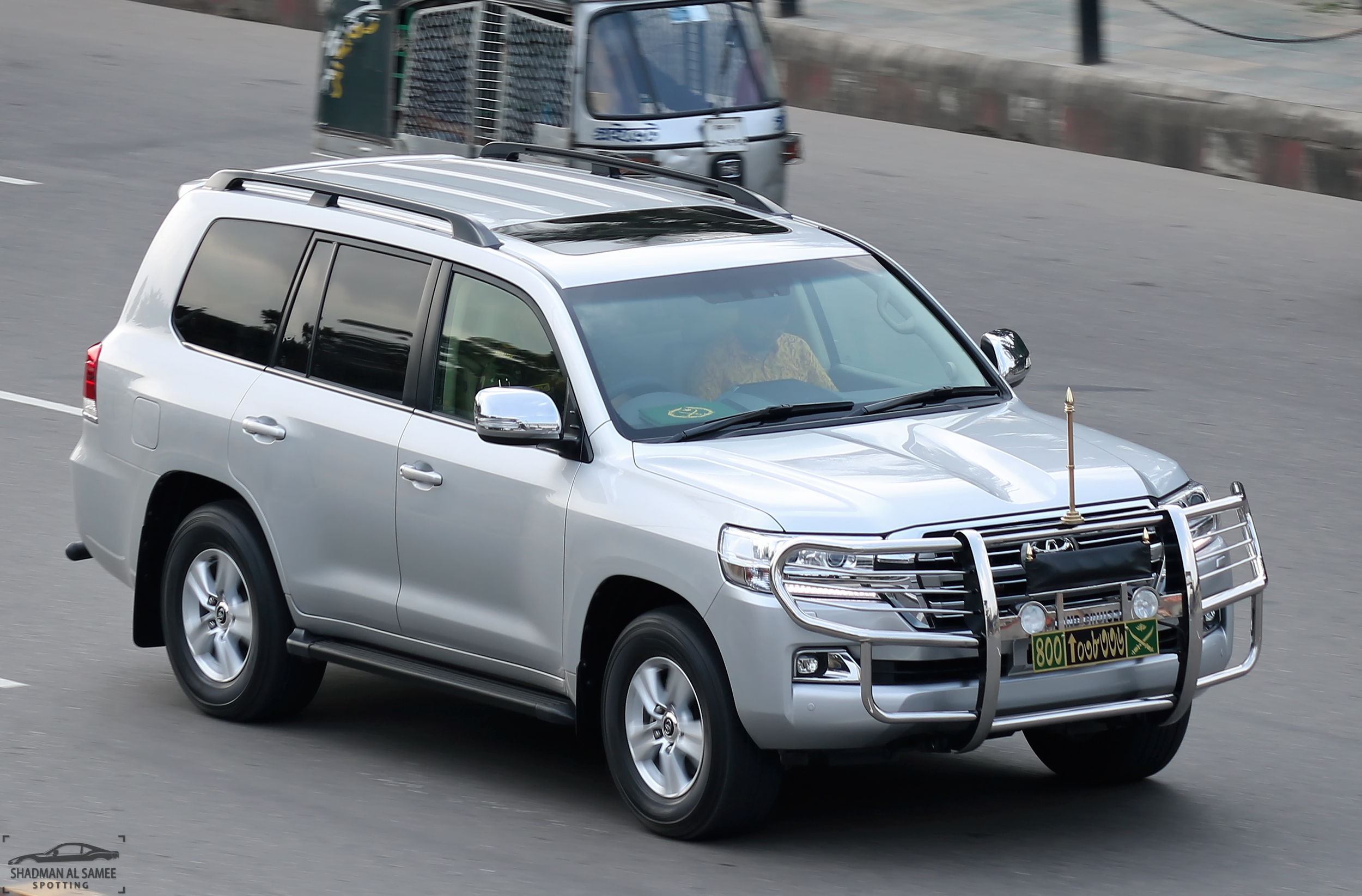
Toyota Landcruiser per i generali dell'esercito (completamente corazzata)

### Mezzi aerei
Sezione aggiornata annualmente in base al World Air Force di Flightglobal del corrente anno. Tale dossier non contempla UAV, aerei da trasporto VIP ed eventuali incidenti accorsi durante l'anno della sua pubblicazione. Modifiche giornaliere o mensili che potrebbero portare a discordanze nel tipo di modelli in servizio e nel loro numero rispetto a WAF, vengono apportate in base a siti specializzati, periodici mensili e bimestrali. Tali modifiche vengono apportate onde rendere quanto più aggiornata la tabella.
| Aeromobile                           | Origine     | Tipo                                                       | Versione (denominazione locale) | In servizio (2024) | Note | Immagine |
| Aerei da trasporto                   |             |                                                            |                                 |                    | |          |
| CASA C-295                           | Spagna      | aereo da trasporto                                         | C-295W                          | 2                  | 1 C-295W ordinato l'11 ottobre 2016, un secondo esemplare di cui non si conosce la data di ordinazione, consegnato il 25 settembre 2022. |          |
| Cessna 208 Caravan                   | Stati Uniti | aereo da trasporto                                         | C 208B                          | 1                  | 1 C 208B in servizio a settembre 2022.                                                                                                   |          |
| Aerei da addestramento               |             |                                                            |                                 |                    | |          |
| Cessna A 152 Aerobat                 | Stati Uniti | aereo da trasporto leggero                                 | A 152                           | 4                  | 4 A 152 in servizio a settembre 2022. |          |
| Diamond DA40                         | Austria     | aereo da trasporto leggero                                 | DA 40NG                         | 4                  | 4 DA 40NG consegnati a partire dal novembre 2019.                                                                                        |          |
| Elicotteri                           |             |                                                            |                                 |                    | |          |
| Aérospatiale AS 365 Dauphin          | Francia     | elicottero da trasporto tatticoelicottero da trasporto VIP | AS 365N3+                       | 2                  | 2 AS 365N3+ consegnati a novembre 2012. Un esemplare è dedicato al trasporto del personale, mentre l'altro alle operazioni speciali.     |          |
| Bell 407                             | Stati Uniti | Elicottero utility                                         | Bell 407GXi                     | 2                  | 2 Bell 407GXi ordinati nel 2020 e consegnati all'agosto 2021. Ulteriori 5 esemplari ordinati ad aprile 2024.                             |          |
| Bell 206                             | Stati Uniti | Elicottero utility                                         | Bell 206L-4                     | 1                  | 3 Bell 206L-4 Long Ranger acquisiti tra la fine degli anni '90 e la metà degli anni 2000.                                                |          |
| Mil Mi-171 Hip                       | Russia      | elicottero utility                                         | Mi-171sh                        | 5                  | 6 Mi-171Sh ordinati ad aprile 2015, i primi tre dei quali consegnati il 16 novembre 2016.                                                |          |
| Sikorsky S-70 Black Hawk             | Stati Uniti | elicottero da trasporto tattico                            | S-70i                           | 0                  | 4 S-70i ordinati il 31 dicembre 2024. |          |
| Aeromobili a pilotaggio remoto - UAV |             |                                                            |                                 |                    | |          |
| Bayraktar TB2                        | Turchia     | UAV                                                        | TB2                             | 6                  | 6 TB2 consegnati a dicembre 2023. |          |

## Futuro piano di modernizzazione
Il Bangladesh ha elaborato un piano di modernizzazione a lungo termine per le sue forze armate chiamato Force Goal 2030. Secondo il piano, l'esercito del Bangladesh sarà diviso in tre corpi d'armata: Centrale, Orientale ed Occidentale. Una brigata fluviale si sta formando a Mithamain nel distretto di Kishoreganj. Il governo ha in programma di aggiungere 97 nuove unità entro il 2021. Di queste, 19 saranno formate per l'Accantonamento di Sylhet, 22 per l'Accantonamento di Ramu e 56 unità per l'Accantonamento Sheikh Hasina a Lebukhali. Verrà formato anche un battaglione fluviale del Genio sotto un accantonamento proposto a Mithamoine in Kishorganj. Si sta prendendo in considerazione la formazione di due nuovi reggimenti carri. È in corso anche il processo di conversione di alcuni battaglioni di fanteria regolari in battaglioni di fanteria paracadutista e in battaglioni di fanteria meccanizzata.
L'esercito del Bangladesh ha avviato un ambizioso programma di modernizzazione per i suoi soldati di fanteria chiamato Infantry Soldier System. Questo sistema include equipaggiare tutti i suoi soldati con attrezzature moderne come gli occhiali per la visione notturna (NVG), gli elmetti balistici, l'equipaggiamento protettivo degli occhi, il giubbotto antiproiettile, comunicatori da persona a persona, il dispositivo GPS palmare e i fucili d'assalto BD-08 con collimatore di vista. Nell'aprile 2018 è stata pubblicata una RFI per l'acquisto di fucili d'assalto e mitragliatrici. Nell'aprile 2018 è stato pubblicato anche un avviso di valutazione per un missile guidato anticarro a raggio medio. Nel marzo 2018, l'esercito del Bangladesh ha indetto un appalto per l'acquisto di 220 armi anticarro. I modelli selezionati sono il RPG-7V2 russo e il Type 69-1 cinese. Anche il processo di valutazione dell'obice da 155mm iniziò a settembre 2017. Nel novembre 2017, l'esercito del Bangladesh avviò il processo di valutazione degli obici d'artiglieria da 122 mm. Successivamente, nel novembre 2017, l'esercito del Bangladesh pubblicò la gara d'appalto per l'acquisto di sistemi d'artiglieria da rimorchio da 105 mm. Nel 2019, l'esercito ha firmato un contratto per procurarsi un reggimento di lanciarazzi multipli (MLRS) T-300 Kasirga dalla Turchia.
L'esercito del Bangladesh ha firmato un contratto con la Cina per 44 carri armati leggeri VT-5. I carri armati saranno consegnati entro il 2020. L'esercito ha anche selezionato gli Otokar Cobra-I come LAV e gli Otokar Cobra-II come MRAP. Centinaia di questi due veicoli sono stati acquistati. Nel gennaio 2020, il ministro responsabile per gli affari della difesa in parlamento, il sig. Anisul Huq, ha detto al parlamento che è stato firmato un contratto con una società con sede negli Stati Uniti per procurarsi 50 veicoli MRAP con jammer. Tuttavia, non ha specificato il modello o il nome della compagnia.
Nel marzo 2018, è stata lanciata un'offerta per due radar di avvertimento locali. I modelli selezionati per l'offerta sono il Ground Master 400 di Thales, il TRML 3D / 32 di Hensoldt e il KRONOS Land di Leonardo. L'esercito ha anche indetto un'offerta per l'acquisto di 181 sistemi di difesa antiaerea portatile. Qui sono stati selezionati i sistemi FN-16 cinese, Igla-S russo e RBS 70 svedese.
L'aviazione dell'esercito ha in programma di aggiungere presto un altro aereo da trasporto EADS CASA C-295 alla sua flotta. Inoltre, il processo sta procurando altri sei elicotteri Mil Mi-171Sh. Hanno anche un piano per aggiungere elicotteri d'attacco alla flotta nel prossimo futuro.
L'offerta è stata sospesa per l'approvvigionamento di una nave di comando nel 2017. La nave verrà utilizzata come centro di comando galleggiante durante diverse operazioni. Tra il 2017 e il 2018 sono state organizzate diverse gare d'appalto per procurarsi un totale di sei Landing Craft Tank per l'esercito. L'esercito del Bangladesh ha indetto una gara d'appalto per l'approvvigionamento di due "Troops Carrier Vessel (TCV)" nel gennaio 2018. Le navi saranno in grado di trasportare 200 persone.

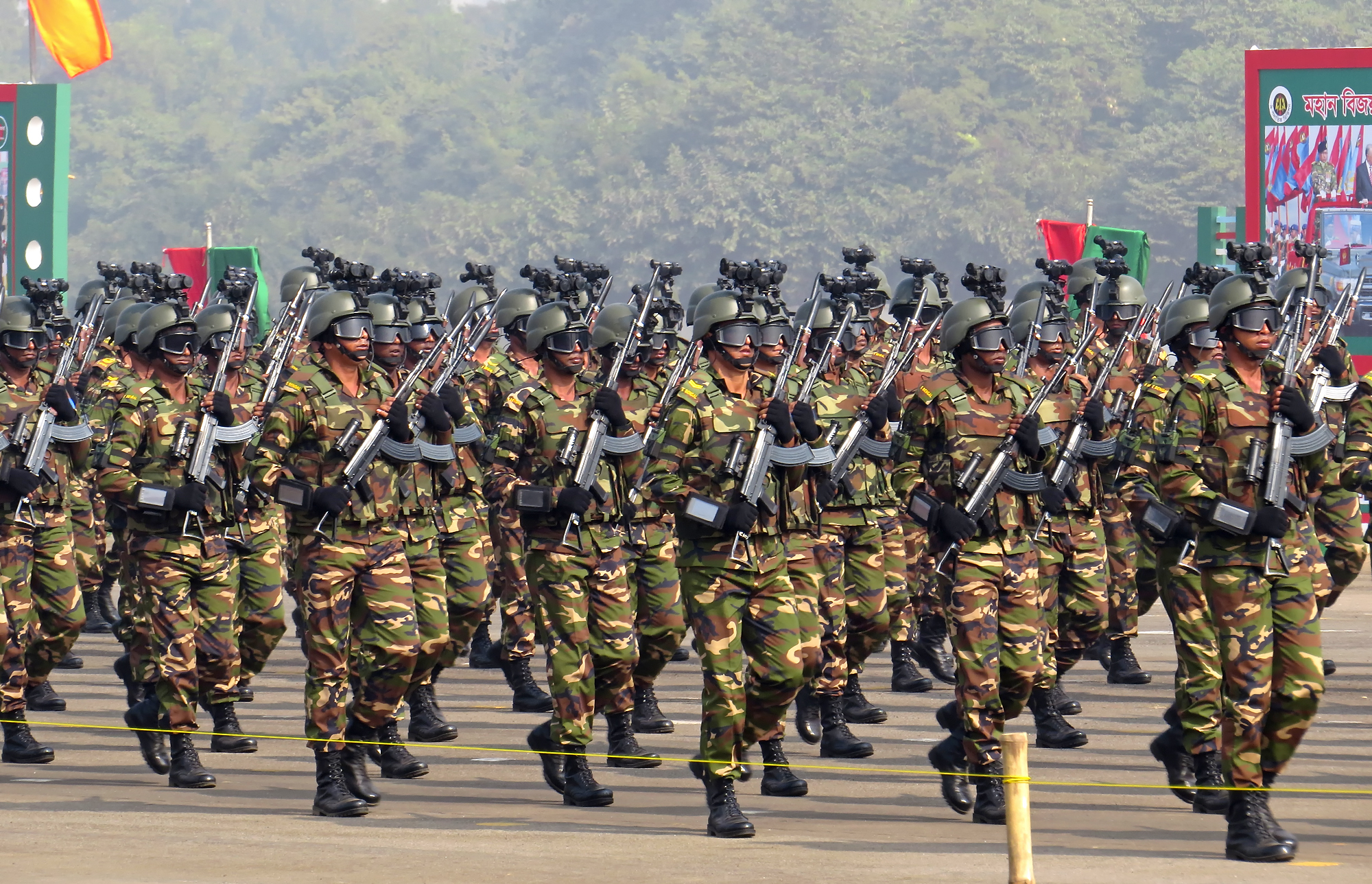
Nuovo equipaggiamento della fanteria bengalese.